# Francisco Brennand
Francisco de Paula Coimbra de Almeida Brennand (Recife, 11 de junho de 1927 – Recife, 19 de dezembro de 2019) foi um artista plástico brasileiro. Desenvolvia seu trabalho com diversos suportes, tornando-se notório como ceramista.
Foi autor de dois importantes espaços culturais da cidade do Recife: a Oficina Cerâmica Francisco Brennand e o Parque das Esculturas Francisco Brennand.
Em 2017 foi agraciado com a Medalha do Mérito Guararapes - Grã Cruz, a mais alta honraria do Estado de Pernambuco.

## Biografia
Francisco de Paula Coimbra de Almeida Brennand nasceu em 11 de junho de 1927 nas terras do antigo Engenho São João, na cidade brasileira do Recife, filho de Ricardo de Almeida Brennand e Olímpia Padilha Nunes Coimbra. É descendente de Edward Brennand, originário de Manchester, na Inglaterra, que veio para o Brasil em 1820 para trabalhar em uma empresa ferroviária inglesa.
Em 1917, o pai de Francisco Brennand, Ricardo, criou a primeira fábrica de cerâmicas da família — a Cerâmica São João — nas terras do antigo engenho do bairro da Várzea, no Recife, herança recebida de D. Maria da Conceição do Rego Barros Lacerda, uma prima de sua mãe.
Durante o ensino médio, após conhecer o trabalho do escultor Abelardo da Hora, Francisco Brennand desenvolveu seu interesse pelo desenho e pela literatura. No mesmo período conheceu Débora de Moura Vasconcelos, sua futura esposa, e Ariano Suassuna, seu colega de classe, com quem produzia um jornal literário, encarregando-se de realizar as ilustrações para os textos e poemas de Ariano. 

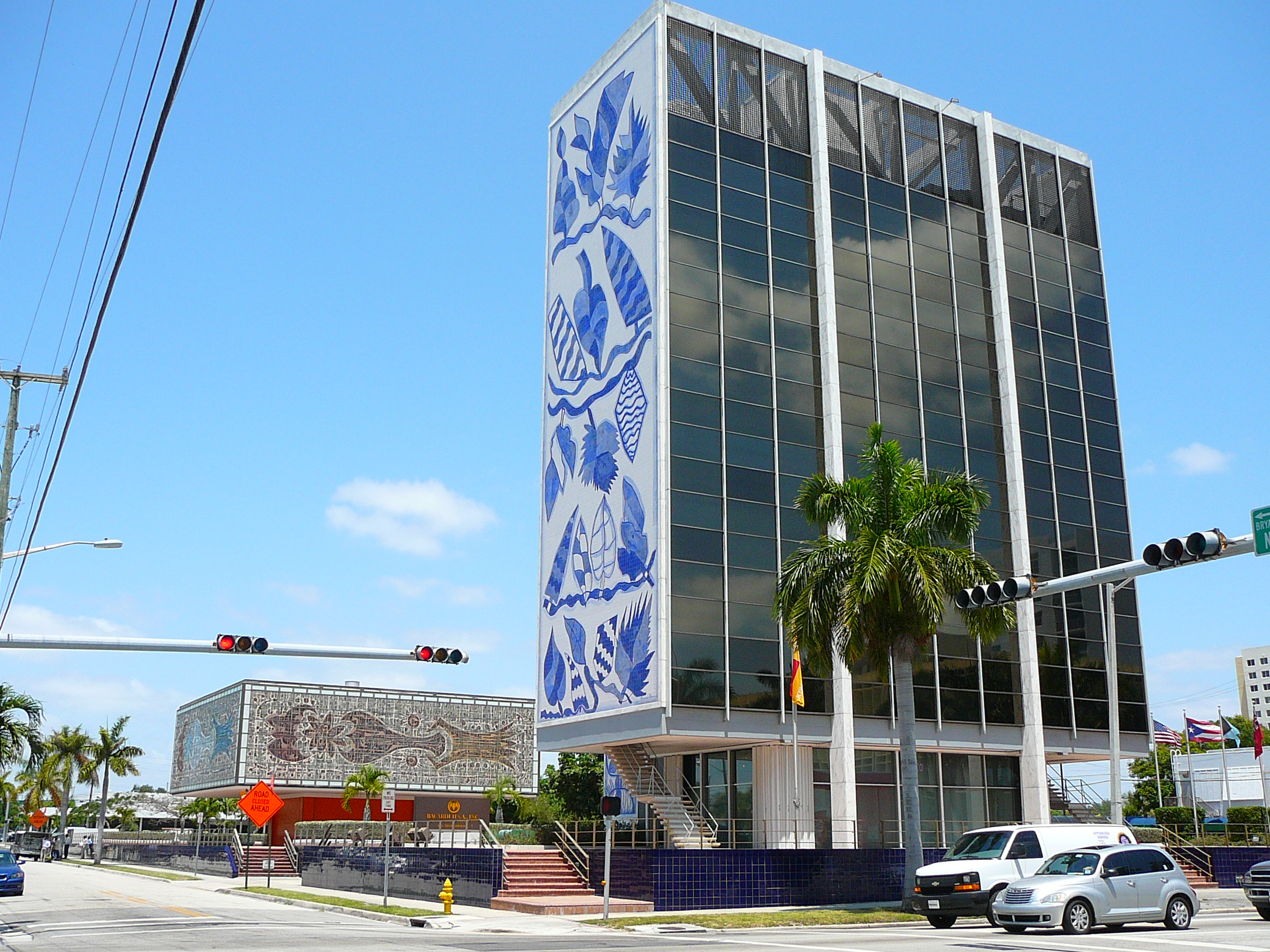
Painel de Francisco Brennand no exterior do icônico edifício sede da Bacardi, em Miami, Estados Unidos.

Inicialmente, Brennand acreditava ser a cerâmica uma arte utilitária, menor, e por isso dedicou-se  sobretudo à pintura  a óleo. Entretanto,  ao chegar à França, em 1948, deparou-se com uma exposição de cerâmicas de Picasso, e descobre que muitos dos artistas da Escola de Paris haviam passado pela cerâmica: além de Picasso, Chagall, Matisse, Braque, Gauguin, e sobretudo o catalão Joan Miró.
Já no início da década de 1950, de passagem por Barcelona, Brennand descobre  Antoni Gaudí, cujas obras — com suas formas sinuosas e o uso do trencadís, tradicional técnica catalã — causam-lhe forte impressão. Após o seu primeiro período na Europa (1948–1951), Brennand retorna ao Brasil mas, logo em 1952, decide aprofundar-se no  conhecimento das técnicas da cerâmica, iniciando estágio em uma fábrica de majólicas na cidade de Deruta, na província de Perúgia, Itália. Durante esse estágio, Brennand inicia suas experiências com o uso de esmaltes cerâmicos e queimas sucessivas da peça, em temperaturas variadas. A cada entrada da peça no forno, é aplicada uma camada diferente de esmalte, o que dá à superfície uma grande variedade de cores e texturas.
Na década de 1970, Brennand participa do Movimento Armorial, juntamente com Ariano Suassuna, seu principal idealizador.
No seu ateliê, instalado nas terras do antigo Engenho (depois Cerâmica) São João, no bairro da Várzea, no Recife, estão expostas muitas de suas obras, parte delas dispostas à céu aberto, em um grande jardim central.

## Morte
Morreu em 19 de dezembro de 2019, vítima de infecção respiratória, no Real Hospital Português no Recife. O artista plástico estava fazendo um tratamento contra uma pneumonia. O corpo foi velado na Capela Imaculada Conceição, na Oficina Cerâmica Francisco Brennand e cremado no cemitério Morada da Paz, em Paulista/PE.

## Galeria

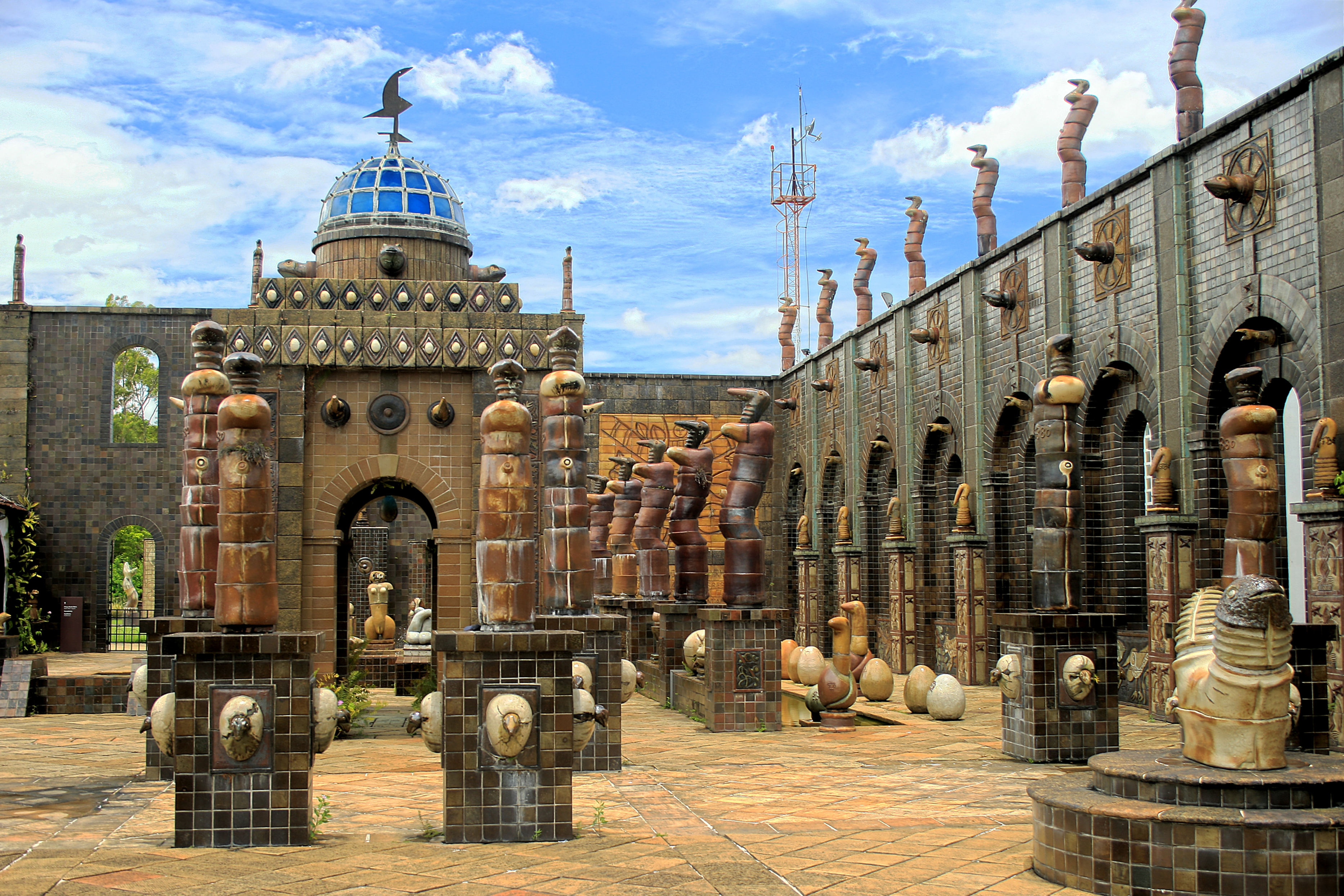
Templo Central - Oficina Brennand
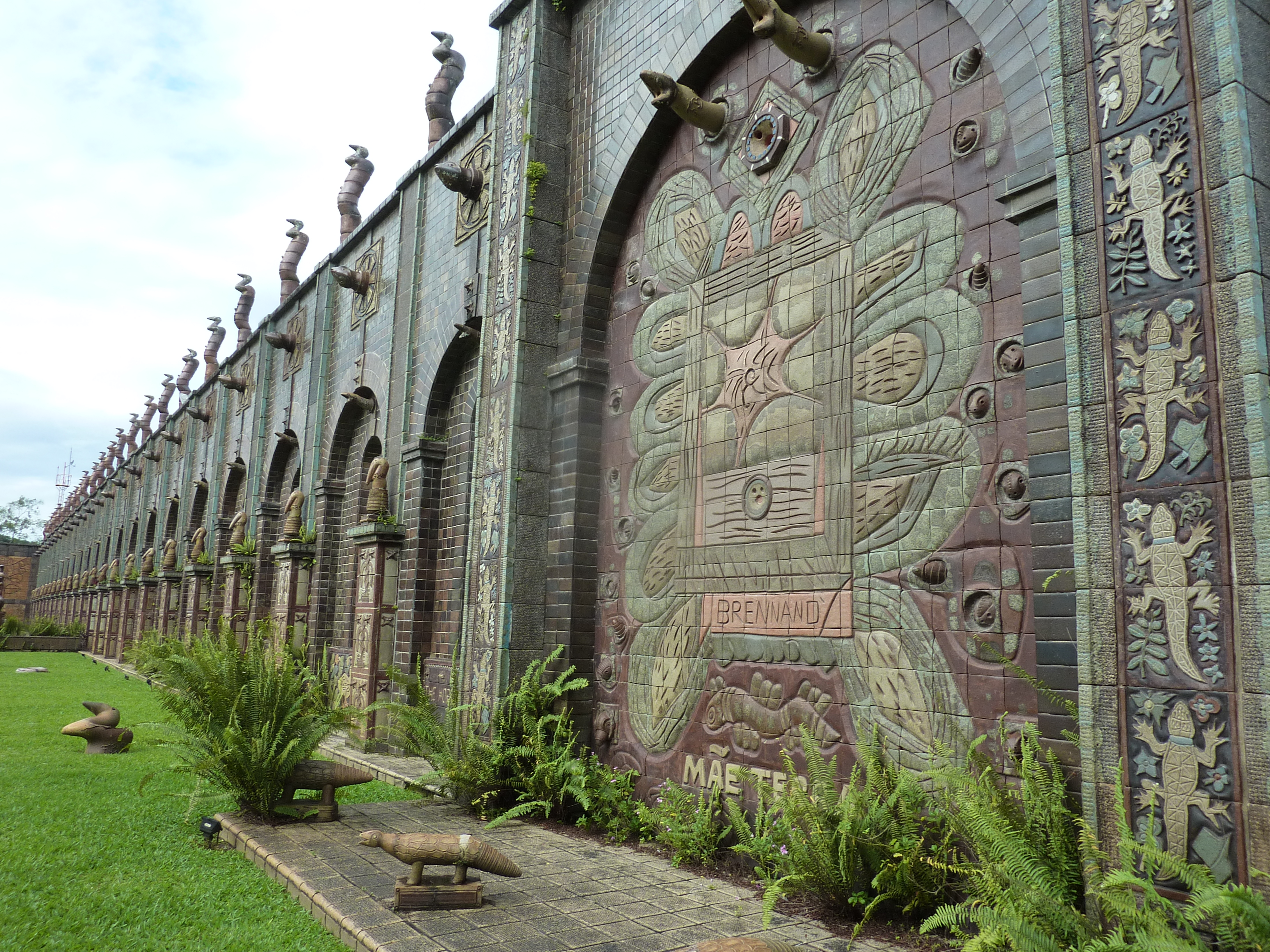
Muralha Mãe Terra - Oficina Brennand
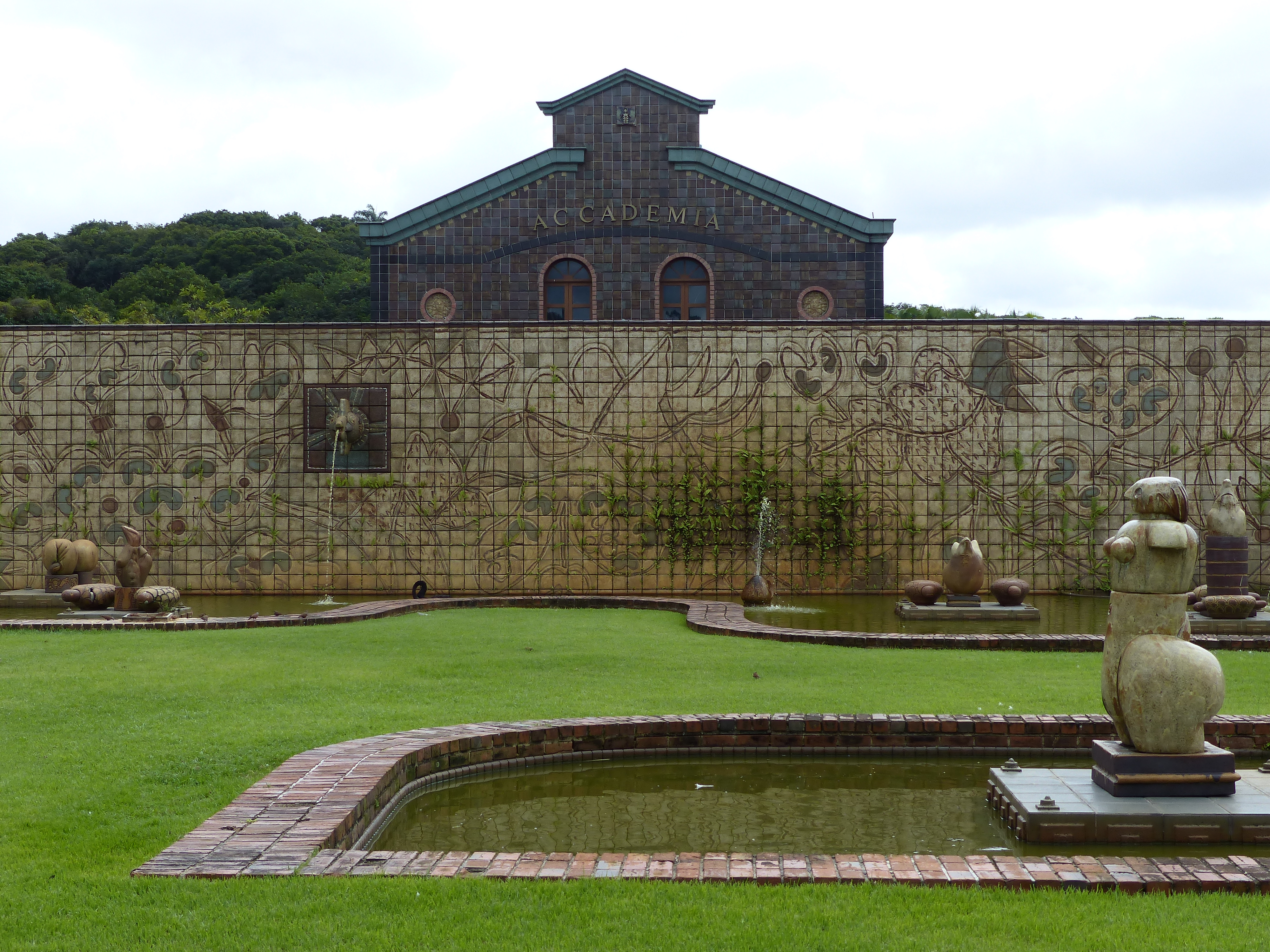
Accademia - Oficina Brennand
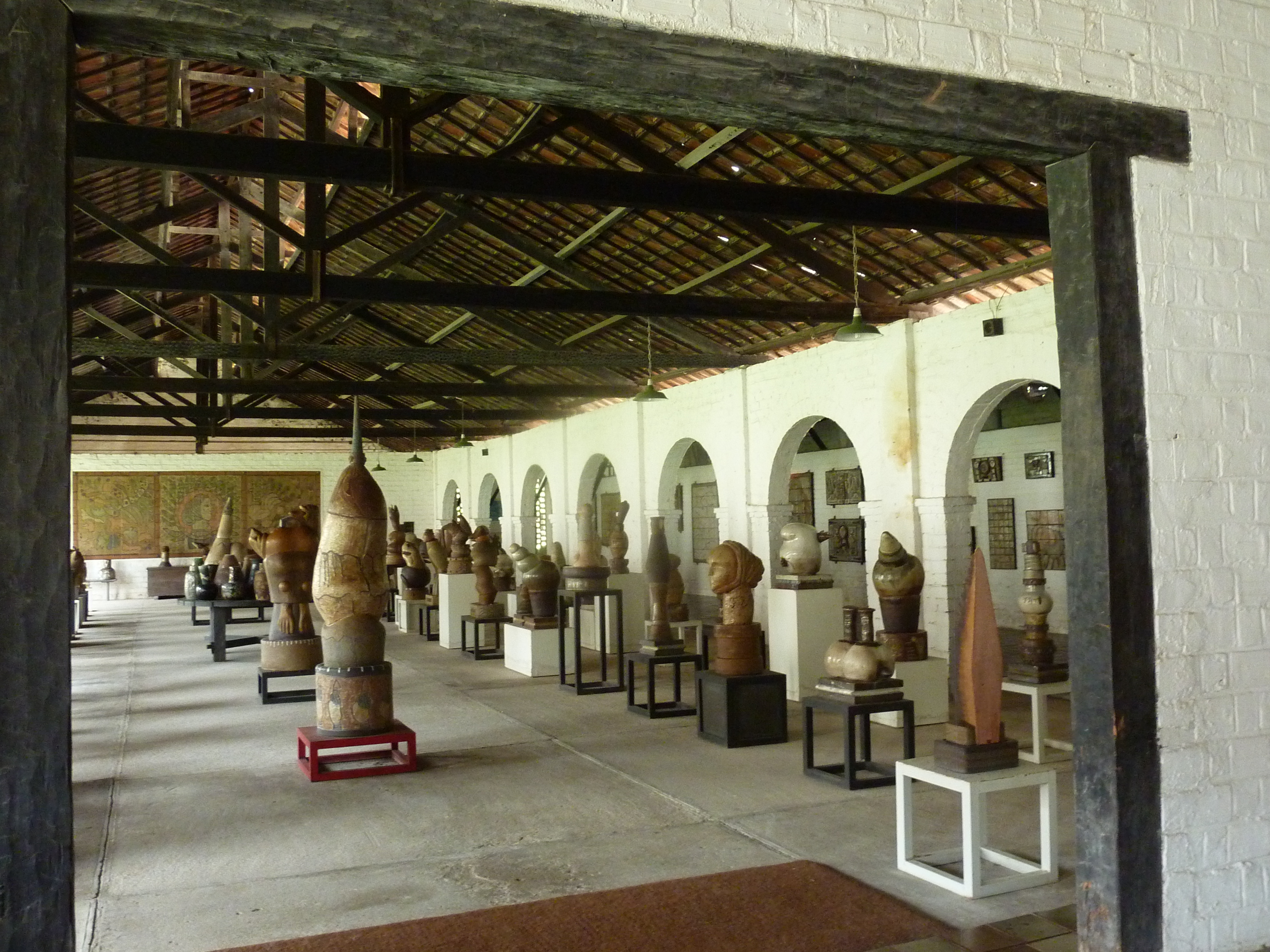
Salão de Esculturas - Oficina Brennand
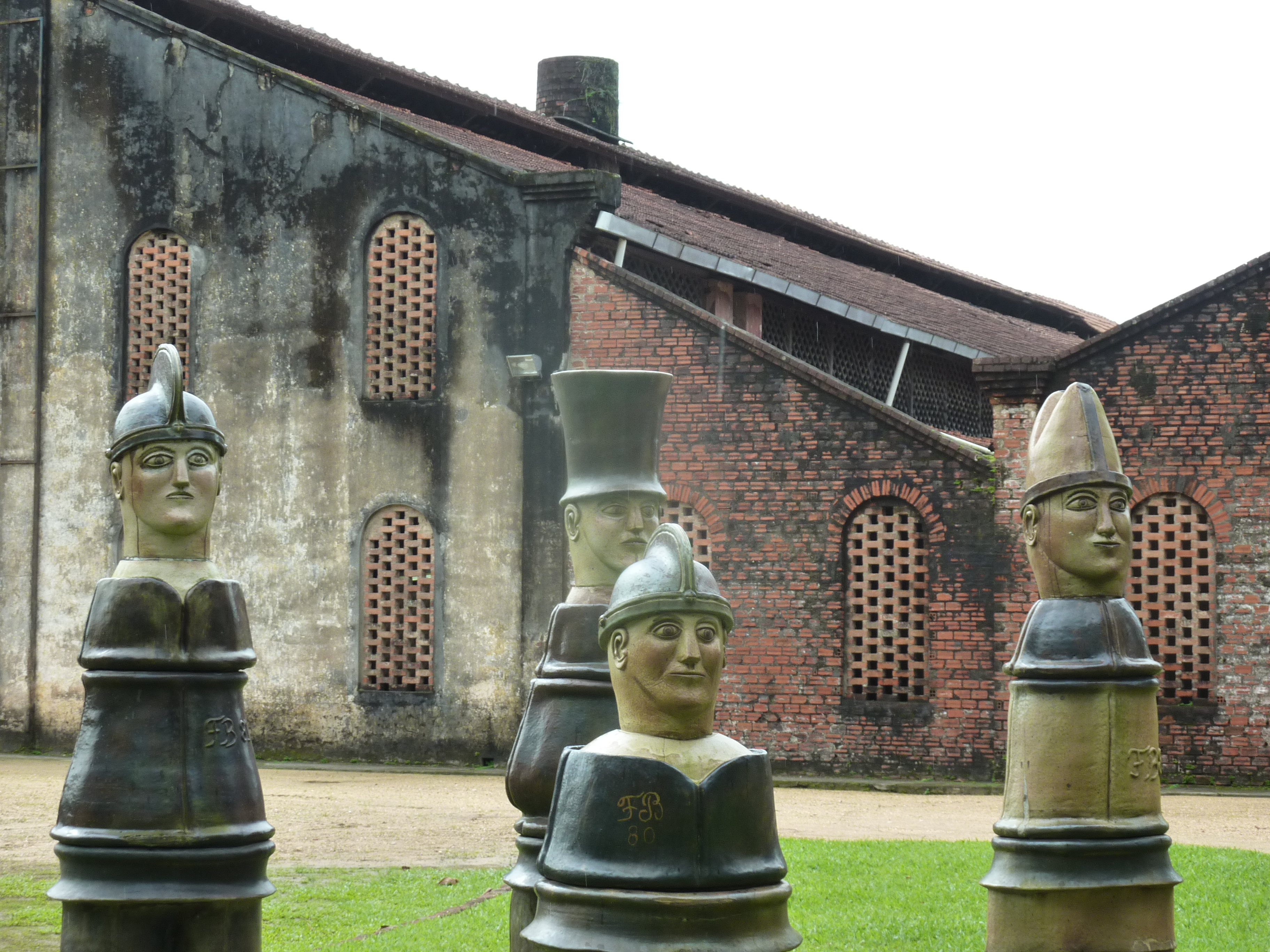
"Os Comediantes" - Oficina Brennand

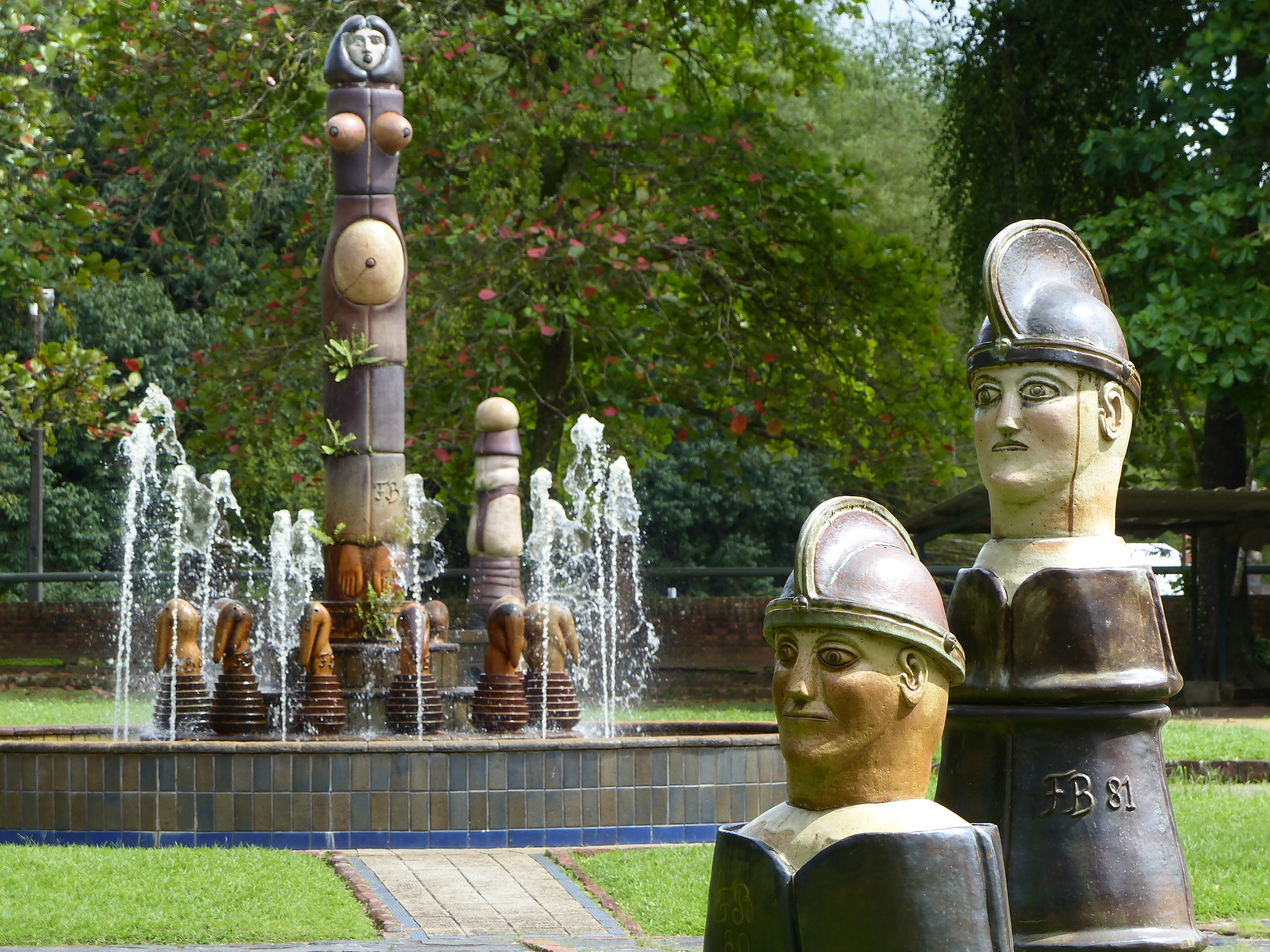
Fonte - Oficina Brennand
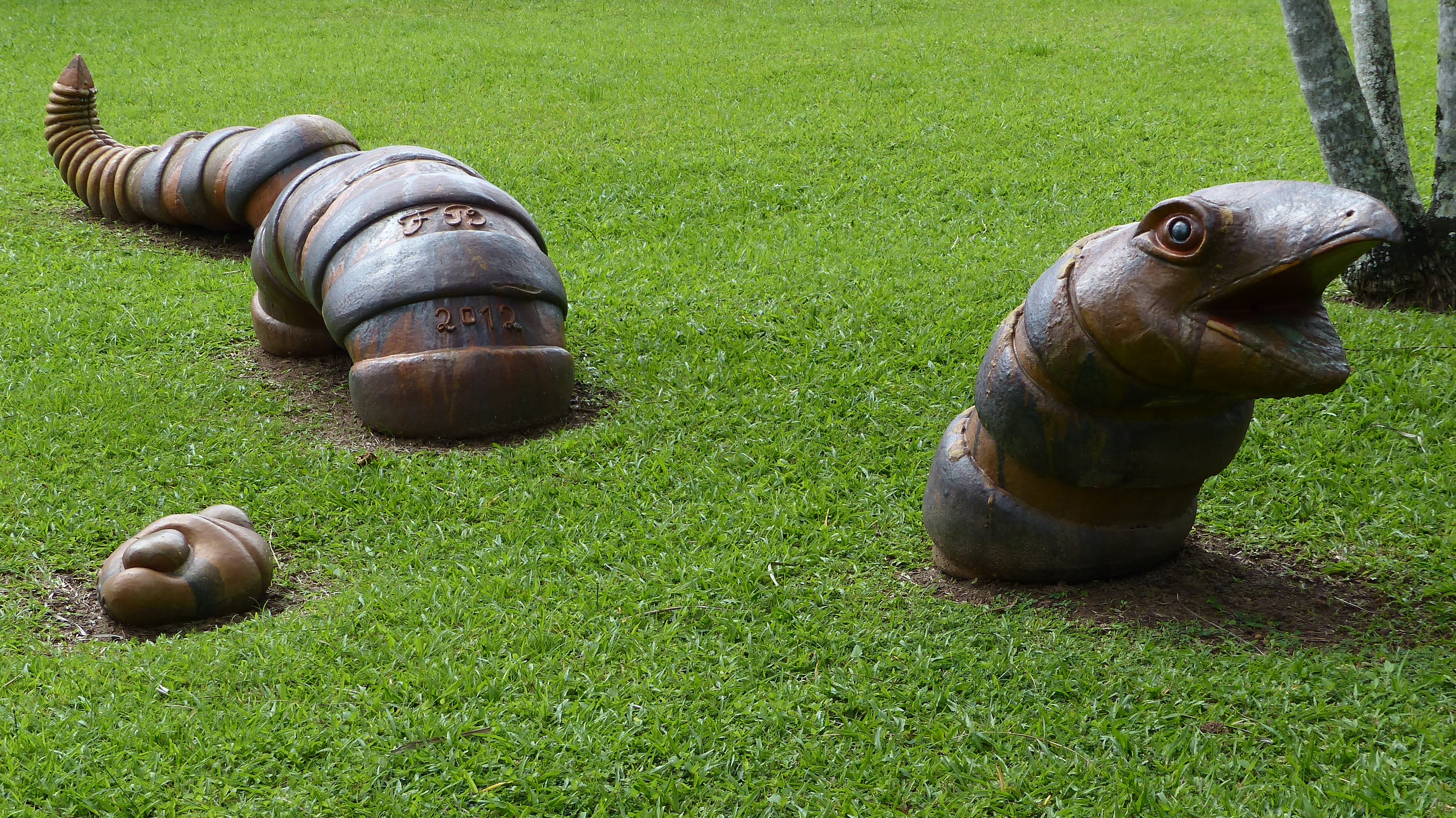
Serpente - Oficina Brennand
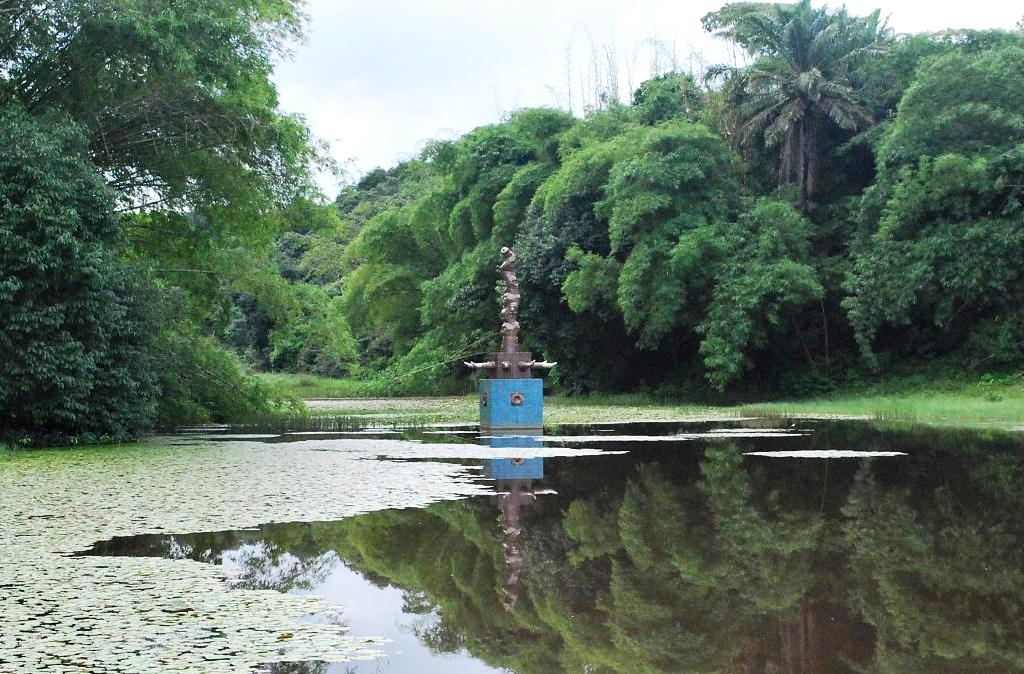
Lago - Oficina Brennand
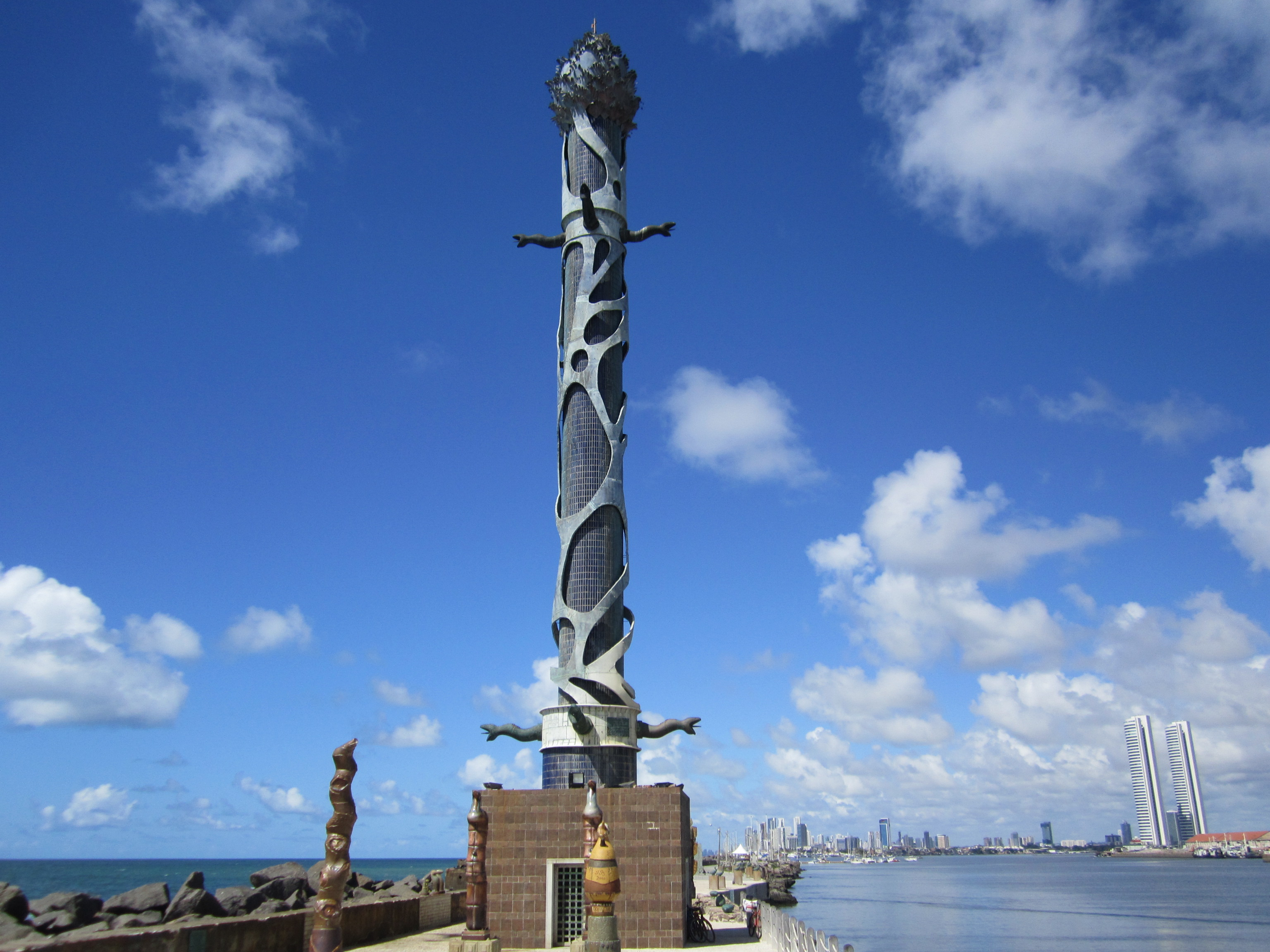
Torre de Cristal - Parque das Esculturas Francisco Brennand
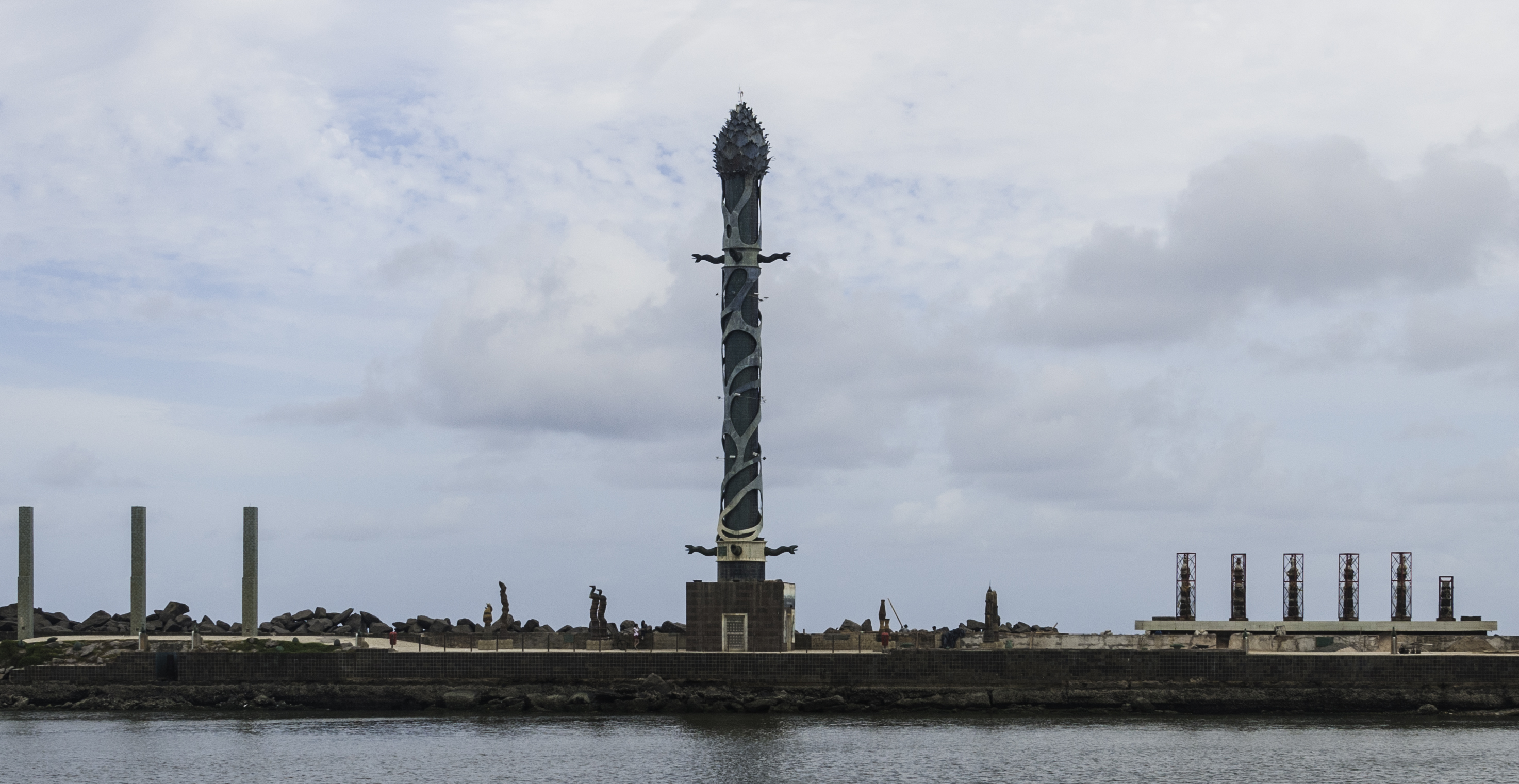
Parque das Esculturas Francisco Brennand